# جيمس إي. لويس
جيمس إي. لويس (بالإنجليزية: James E. Lewis)‏ هو فنان أمريكي، ولد في 4 أغسطس 1923 في فنيكس في الولايات المتحدة، وتوفي في 9 أغسطس 1997.